# 10939 Maheshwari
10939 Maheshwari este o planetă minoră (asteroid), cu un diametru de 3,74 km, din centura de asteroizi. A fost descoperită pe 10 februarie 1999 la Magdalena Ridge Observatory⁠(d) de . 
Obiectul prezintă o orbită caracterizată de o semiaxă mare de 2,1733697 UAi, o excentricitate de 0,14, o înclinație de 2,37182 ° în raport cu ecliptica.